# Летние Олимпийские игры 1948
XIV летние Олимпийские игры проводились в Лондоне (Великобритания) с 29 июля по 14 августа 1948 года. Это были первые Олимпийские игры после 12-летнего перерыва, вызванного Второй мировой войной. Предыдущие игры проводились в Берлине; в 1940 году были отменены Игры в Хельсинки, а в 1944 году Игры в Лондоне.
Олимпийские игры 1948 года стали известны как «Суровые Игры» (англ. Austerity Games), поскольку проводились в спартанских условиях, в обстановке послевоенной разрухи и во время восстановления разрушенных мировой войной национальных хозяйств. Для Олимпиады не было возведено ни одного нового сооружения, поэтому атлеты соревновались в условиях, максимально приближенных к спартанским.
На играх о себе заявила голландская легкоатлетка Фанни Бланкерс-Кун, завоевавшая четыре золотых медали, причём во время соревнований она была беременна. В десятиборье победу одержал 17-летний американец Роберт Мэтиас, ставший самым молодым олимпийским чемпионом. В спортивной гимнастике разгромную победу одержала сборная Финляндии: лидер команды Вейкко Хухтанен стал чемпионом в многоборье, в командном первенстве не было равных именно финской сборной, а в упражнениях на коне Хухтанен и его товарищи Пааво Алтонен и Хейкки Саволайнен и вовсе выиграли сразу три золотые медали, оставив серебро и бронзу нераспределёнными. В футболе успех праздновала сборная Швеции, ведомая ударным трио Гре-Но-Ли в составе Гуннара Грена, Гуннара Нордаля и Нильса Лидхольма.

## Выбор столицы
В июне 1939 года Международный олимпийский комитет на очередной сессии выбрал столицу Игр 1944 года: Лондон сумел выиграть тендер, обойдя заявки Рима, Детройта, Будапешта, Лозанны, Хельсинки, Монреаля и Афин. Однако из-за Второй мировой войны игры были отменены. В 1948 году Лондон подал заявку по инициативе короля Георга VI. Несмотря на возражения британцев и призывы отдать право на проведение Игр какому-либо городу из США, король заявил, что Игры станут отличным шансом для восстановления разрушенной войной Великобритании. В официальном отчёте подтверждалось, что заявка Лондона была подана без какого-либо давления со стороны:

Игры 1944 года должны были состояться в Лондоне, и вышло так, что в октябре 1945 года председатель Британского Олимпийского Совета лорд Бёрли во время визита в Стокгольм узнал, что президент МОК обсуждает вопрос о целесообразности проведения игр в Лондоне. В итоге был созван исследовательский комитет по просьбе Британского Олимпийского Совета, чтобы разобраться в некоторых деталях возможного проведения игр. После несколько совещаний члены комитета рекомендовали Совету принять в делегацию Лорд-Мэра Лондона для подачи заявки на проведение игр в 1948 году.

Оригинальный текст (англ.)The Games of 1944 had been allocated to London and so it was that in October 1945, the chairman of the British Olympic Council, Lord Burghley, went to Stockholm and saw the president of the International Olympic Committee to discuss the question of London being chosen for this great event. As a result, an investigating committee was set up by the British Olympic Council to work out in some detail the possibility of holding the Games. After several meetings they recommended to the council that the Lord Mayor of London should be invited to apply for the allocation of the Games in 1948.

В марте 1946 года Международный олимпийский комитет путём тайного голосования из числа претендентов выбрал Лондон столицей Олимпийских игр 1948 года. Англичане опередили в этой гонке делегации Балтимора, Миннеаполиса, Лозанны и Филадельфии. На том же голосовании было принято решение о проведении Зимних Игр 1948 года в Санкт-Морице. Таким образом, эти игры стали для Лондона вторыми.

## Нововведения
- Впервые в истории олимпиад спринтеры начинали бег со стартовых колодок.
- Впервые игры транслировались по национальному телевидению[4].
- Была создана волонтёрская программа для помощи в организации игр.

## Участники
В играх приняли участие 59 стран, что стало рекордом для Олимпиады. Участниками стали 4104 спортсмена: 3714 мужчин и 390 женщин. Германия и Япония как страны, развязавшие Вторую мировую войну, были исключены из МОК и не получили право на участие в Олимпиаде. СССР получил приглашение на игры, однако принял решение не отправлять делегацию и отложил своё участие до 1952 года. Впервые приняли участие команды из Венесуэлы, Ливана, Мьянмы (Бирмы), Сирии, Пуэрто-Рико и Шри-Ланки (Цейлона).

## Церемония открытия игр

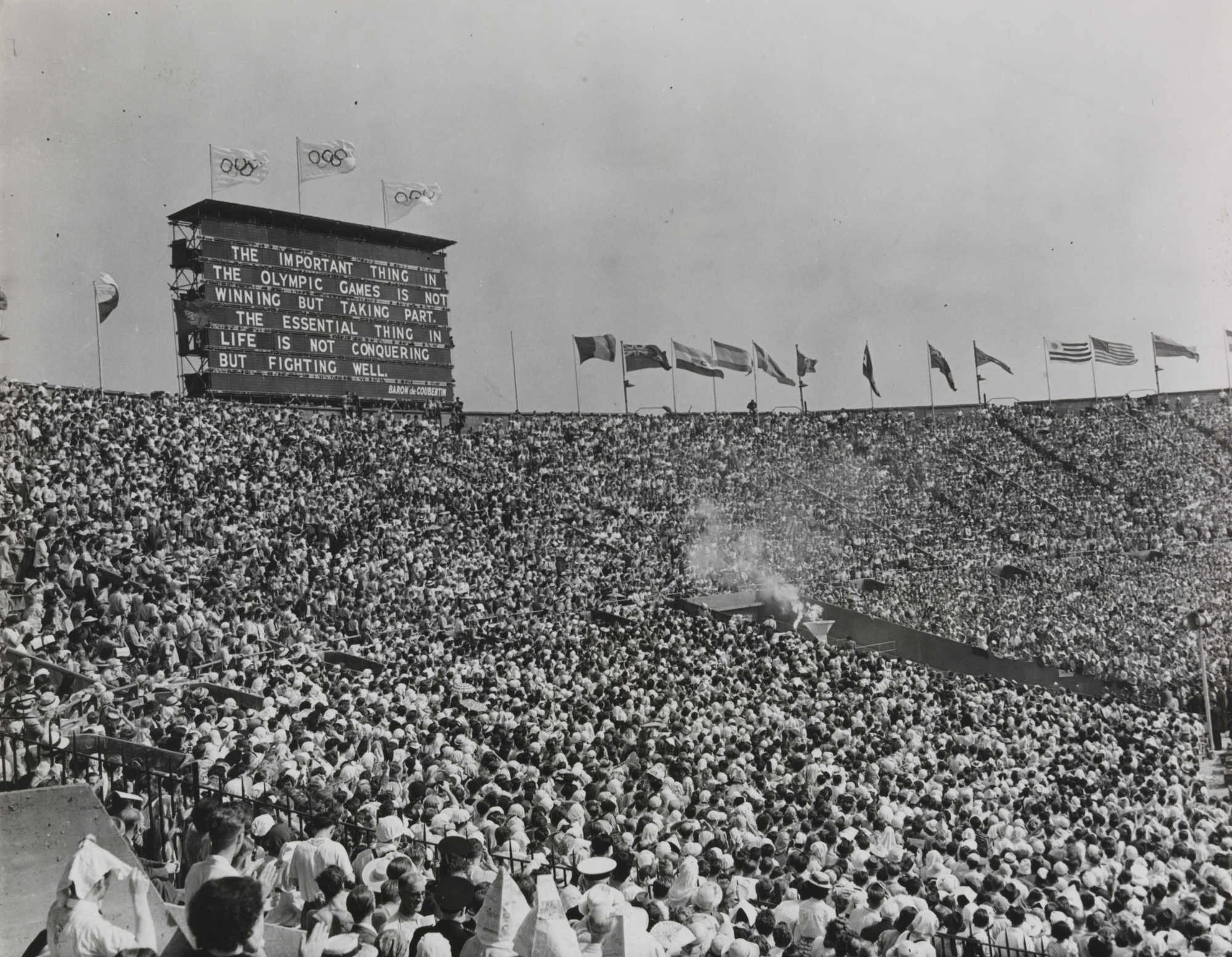
Открытие Олимпийских игр. Лондон, 1948

Церемония открытия игр состоялась 29 июля и началась в 14:00 по местному времени. На стадионе «Уэмбли» присутствовало более 85 тысяч зрителей. Церемония началась с торжественного выступления военного оркестра. В 14:35 на стадион прибыли основные представители делегаций стран-участниц, в 14:45 на стадионе появились король Георг VI, его жена королева Елизавета, мать монарха королева Мария и другие члены британской королевской семьи. В 15:00 начался парад стран-участниц, который продолжался в течение 50 минут. По традиции первой шла сборная Греции, а замыкала шествие сборная страны-хозяйки (Великобритания). Вступительную речь начал лорд Бёрли, инициатор заявки Лондона на Игры 1948 года. Король в своей речи заявил следующее:

Час пробил. Мечта, которая ранее была лишь видением, сегодня стала славной реальностью. К 1945 году, когда закончился мировой конфликт, многие институты и организации распались и лишь сильнейшие выжили. Как, удивлялись многие, сумело выстоять великое Олимпийское движение?
Оригинальный текст (англ.)The hour has struck. A visionary dream has today become a glorious reality. At the end of the worldwide struggle in 1945, many institutions and associations were found to have withered and only the strongest had survived. How, many wondered, had the great Olympic Movement prospered?

После приглашения атлетов на две недели «острого, но дружественного соревнования» король подтвердил, что Лондон является «тёплым пламенем надежды для лучшего понимания в мире, который почти выгорел дотла». В 16:00 торжественно пробил колокол Биг Бена, и Георг VI объявил игры открытыми. В небо были выпущены две с половиной тысячи голубей, а олимпийский флаг был поднят на высоту 11 метров. Королевская конная артиллерия отдала залп из 21 орудия, и факелоносец Джон Марк, совершив круг почёта по стадиону, зажёг Олимпийское пламя. Клятву спортсменов принёс Дональд Финлей, подполковник королевских ВВС (командир крыла). Все зрители на стадионе и спортсмены исполнили гимн Великобритании, в том числе и команда Греции. В 580-страничном отчёте об играх говорилось следующее:

Так были открыты Олимпийские игры в Лондоне под счастливым покровительством. Отлаженная и чёткая церемония, свидетелями которой были не только зрители на стадионе, но и радиослушатели по всему миру, и прекрасная погода в месте проведения церемонии привели к рождению духа, которым прониклись в течение следующих двух недель любители приводящего в трепет интенсивного спорта.
Оригинальный текст (англ.)Thus were launched the Olympic Games of London, under the most happy auspices. The smooth-running Ceremony, which profoundly moved not only all who saw it but also the millions who were listening-in on the radio throughout the world, and the glorious weather in which it took place, combined to give birth to a spirit which was to permeate the whole of the following two weeks of thrilling and intensive sport.

Церемония открытия и более 60 часов спортивных соревнований транслировались в прямом эфире на телеканале BBC, и эти игры стали первыми, показанными по телевидению. Стоимость прав на трансляцию составила тысячу фунтов стерлингов.

## Таблица медалей
В неофициальном зачёте сборная США одержала уверенную победу, выиграв 84 медали, 38 из которых были золотыми. Британцы завоевали 23 медали, из них три были золотыми.

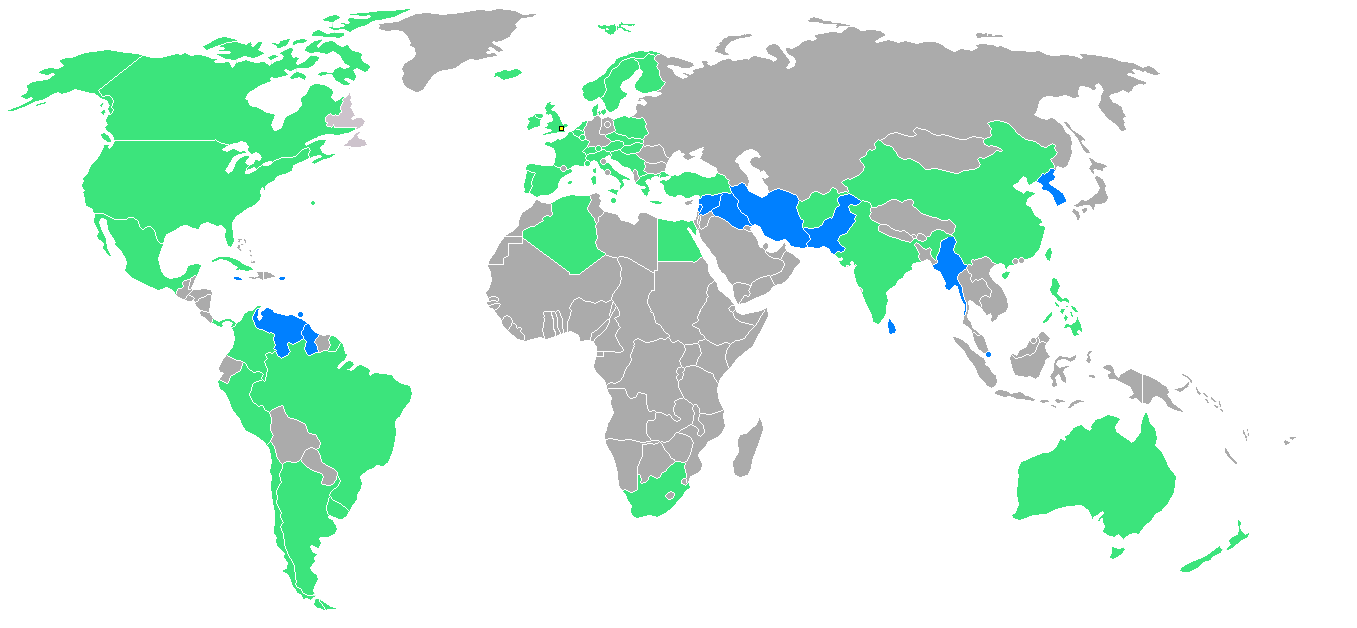
Участники

| Место | Страна       | Золото | Серебро | Бронза | Всего |
| 1     | США          | 38     | 27      | 19     | 84    |
| 2     | Швеция       | 16     | 11      | 17     | 44    |
| 3     | Франция      | 10     | 6       | 13     | 29    |
| 4     | Венгрия      | 10     | 5       | 12     | 27    |
| 5     | Италия       | 8      | 11      | 8      | 27    |
| 6     | Финляндия    | 8      | 7       | 5      | 20    |
| 7     | Турция       | 6      | 4       | 2      | 12    |
| 8     | Чехословакия | 6      | 2       | 3      | 11    |
| 9     | Швейцария    | 5      | 10      | 5      | 20    |
| 10    | Дания        | 5      | 7       | 8      | 20    |